# Rosita Fornés
Rosita Fornés, nacida Rosalía Lourdes Elisa Palet Bonavia  (Nueva York, 11 de febrero de 1923 - Miami, 10 de junio de 2020) fue una actriz, cantante, bailarina y vedette estadounidense nacionalizada cubana.

## Primeros años
Nació el 11 de febrero de 1923 en el Woman's Hospital (110th Street y Amsterdam Avenue), de Nueva York, Estados Unidos, como Rosalía Lourdes Elisa Palet Bonavia, hija de padres españoles radicados en Cuba, que habían arribado a la urbe estadounidense a bordo del barco Orizaba, el 1 de agosto de 1922; llegando su madre embarazada de tres meses. Sus progenitores eran Guadalupe "Lupe" Bonavia Fornoza, ama de casa de ascendencia madrileña y Santiago Palet oriundo de las Islas Baleares. A finales de 1925, Guadalupe regresó con la pequeña Rosita a La Habana, quedando Santiago en Nueva York.
Tras el distanciamiento y posterior divorcio, Lupe contrae nuevo matrimonio con el empresario de perfumería, cosméticos y de bienes raíces, José Fornés Dolz, originario de Valencia, quien le dio a la niña verdadero cariño paternal. Rosita es la mayor de tres hermanos: el segundo José Enrique, nacido en Madrid, y el tercero Leopoldo nacido en La Habana, ambos hijos de Fornés.
En la familia existían antecedentes artísticos; por vía materna —el hermano de su abuela, fue actor dramático y una prima de ambos fue cantante de ópera—; además, su abuelo materno fue empresario teatral. Amante de la buena música, acumuló una extensa discoteca, entre la que destacaban famosas óperas.
Su abuela, ante las travesuras e inquietud de la niña, la sentaba a escuchar aquellas arias operísticas y le iba narrando fantasiosamente los argumentos; eso fue despertando en la pequeña su interés y percepción musical. Por otra parte, todos sus juegos infantiles giraban hacia el arte. Actuaba, cantaba, declamaba; unas veces con sus amigas y otras ante el espejo.
En 1933, la familia emigró a España; estableciéndose primero en Madrid y posteriormente en Valencia. En este tiempo en la península, aumentó su interés por la canción y Rosita aprendió cuplés y coplas en boga por esa época. Allí permaneció la familia hasta que estalló la Guerra Civil en 1936, decidiendo entonces regresar a Cuba; embarcándose en el trasatlántico Manuel Arnús. A bordo, es donde realiza su primera presentación en público, a los 13 años de edad, interpretando el tango Silencio en la noche de Carlos Gardel y Alfredo Le Pera, acompañada al piano por otra pasajera quien era una concertista santiaguera.
La radioemisora cubana CMQ-Radio comenzó el 1 de diciembre de 1937 un programa de aficionados —dirigido por José Antonio Alonso— llamado La Corte Suprema del Arte, el cual se fue haciendo muy popular en su momento. De allí surgieron muchísimos talentos que con el tiempo llegarían a convertirse en verdaderas estrellas nacionales. Como característica peculiar, los concursantes eran eliminados a través del toque de una campana. Rosita pidió e insistió una y mil veces a sus padres que le permitieran participar en aquel programa radial, hasta que los convenció.
El 12 de septiembre de 1938 se presentó en los estudios de la estación radial, cantando la milonga La hija de Juan Simón, acompañada por el andaluz Manolo Tirado en la guitarra.
Ganó el concurso y adoptó su nombre artístico. Iniciaría entonces su preparación recibiendo clases de música con el profesor Juan Antonio Cámara; de canto con el tenor Mariano Meléndez y con los maestros Lalo Elósegui, Dominicis y Dalmau; de actuación con la actriz Enriqueta Sierra y de baile con Margarita Lecuona.

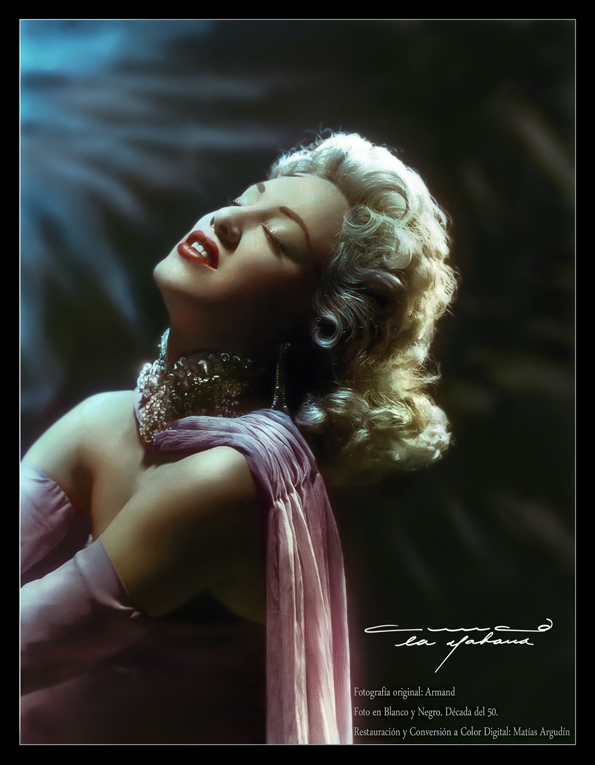

Con las estrellas nacientes del programa, continuó participando —como aficionada— en programas de radio y en giras nacionales dirigidas por Germán Pinelli. Con el mismo grupo, participó en el coro y bailó en la contradanza en un montaje de la opereta cubana Cecilia Valdés, del compositor Gonzalo Roig, en el Teatro Nacional (hoy Sala García Lorca del Gran Teatro de La Habana). Este sería el primer escenario que pisaría.
Su debut cinematográfico fue en 1939 en el film de Ramón Peón Una aventura peligrosa, cantando por primera vez una canción cubana ("Intrusa", compuesta por Ramiro Bonachea) para esta película. 
La primera actuación profesional la hizo en el Teatro Nacional, contratada por el empresario artístico Heliodoro García, para cantar junto a los Chavalillos Sevillanos; este empresario sería igualmente quien la llevaría al cabaret Sans Souci, donde se presentó durante seis meses. Esta sería su primera actuación en cabaret.
En 1940 participó por vez primera en el género lírico a través de la radio, en la revista Las musas latinas del español Manuel Penella Moreno y la zarzuela Los gavilanes de Jacinto Guerrero. Allí la descubriría el tenor cómico español Antonio Palacios.

## Carrera artística
Su entrada grande a los escenarios la hizo en el Teatro Principal de la Comedia, el 28 de junio de 1941, a los 18 años de edad, de la mano de Antonio Palacios —su padre artístico— con la opereta El asombro de Damasco, en el rol de Zobeida. Allí conoció al maestro Ernesto Lecuona quien la invitó a participar en su compañía lírica. Con Lecuona intervino —como tiple cómica— en el estreno en Cuba de La del manojo de rosas el 9 de octubre de 1941 y la reposición de Los gavilanes; siendo la tiple cantante, la soprano española Eugenia Zúffoli y con artistas experimentados como Miguel de Grandy, Luisa María Morales y Antonio Palacios. Además, presentaron con esta compañía La viejecita (de Manuel Fernández Caballero) y El rey que rabió (de Ruperto Chapí). También junto a Lecuona, debutó en el rol de Isabel Ilincheta de la zarzuela Cecilia Valdés, en el Teatro Auditórium (hoy Teatro Amadeo Roldán). El maestro igualmente la llevó a participar en un show con su música al desaparecido Casino Nacional, donde interpretó por vez primera dos de sus temas: Siboney y Siempre en mi corazón.
El 15 de enero de 1942 estrenó en Cuba la opereta Luisa Fernanda en el rol de la duquesa Carolina en el Teatro Principal de la Comedia, junto a Zoraida Marrero (Luisa Fernanda), Miguel de Grandy, Paco Obregón, Antonio Palacios y Rolando Ochoa. Terminando una temporada, comenzó otra y así fue sumando roles a su imparable carrera lírica, títulos como: La verbena de la Paloma (Bretón) en el Teatro Nacional; La viuda alegre (Lehar), La duquesa del Bal-Tabarin (Carlo Lombardo "Leo Bard"), La casta Susana (Gilbert), La princesa del dollar (Fall), Doña Francisquita (Vives), La princesa de las Czardas (Kalman), Lola Cruz (Lecuona), el sainete lírico María de los Ángeles (Lecuona); así como en innumerables revistas, entre las que sobresalen Las Leandras (Francisco Alonso - José Muñoz Román) y El regreso de Tito (C. Robreño), bajo la dirección musical de Rodrigo Prats. Pasando unas veces por el Teatro Principal de la Comedia, el Teatro Campoamor o el Teatro Martí y en las compañías de Palacios, Lecuona o de Grandy; conformando así su estela.
Paralelamente a su labor teatral, continuó presentándose en radio —contratada con espacios fijos— ya fuera en CMQ, COCO o en RHC Cadena Azul. Además de rodar su segunda película, Romance Musical (1941).
La crítica unánimemente advirtió en la joven, aptitudes capaces de abrirle otros horizontes bajo una buena dirección. El público la destacó enseguida, concediéndole con largueza su favor. Pero ella no se conformó solamente con la vertiente lírica; quiso además hacer teatro dramático. En noviembre de 1942 debutó como actriz en el Teatro Nacional en el rol de doña Inés de Don Juan Tenorio (José Zorrilla), junto al gran actor Otto Sirgo.
Más tarde dirigida por Miguel de Grandy actuó en el Teatro Campoamor en La novela de un joven pobre y La dama de las camelias (Alejandro Dumas), junto a Otto Sirgo, Concha Pascual, Pedrito Fernández entre otros actores. Y en el Teatro Principal de la Comedia: Casa de muñecas (Ibsen), junto a Carlos Badias.
Además, actuó en La papirusa, Dios se lo pague, Nuestra Natacha, Doña Diabla, La danzarina roja (Hirsh) y Dueña y señora, entre otras muchas obras.
Mostrando otra faceta más, participó en del género de la comedia, incorporándose al elenco de Mario Martínez Casado en el Teatro Principal. Hizo alta comedia, desde Topacio (Pagnol), Morena Clara (Quintero), La chica del gato, Las don Juanes, Amo a una actriz, Yo le cedo a mi mujer, Mis tres mujeres, junto a Enrique Santiesteban; y otras. Participó en dos de las primeras comedias musicales cubanas, Vivimos hoy y Hotel Tropical (Olga de Blanck) en el Teatro Auditórium.
En 1945 —a los 22 años de edad— ya había hecho carrera, era previsible que levantara vuelo y buscara nuevos horizontes; la nueva “conquista” fue México. Debutó en la cinematografía azteca en la película El deseo, de Chano Urueta, una adaptación de la novela homónima del escritor alemán Hermann Sudermann. Terminado el rodaje regresó a Cuba donde continuó su ritmo habitual. Meses más tarde fue contratada por el empresario argentino Roberto Ratti para debutar en el Teatro Arbeu de Ciudad de México, como primera vedette de la Compañía de Revistas Modernas, junto con artistas argentinos, mexicanos y cubanos, presentando en diciembre la revista Ritmos y canciones de América, con gran éxito.
Como vedette protagonizó innumerables revistas en los teatros Arbeu, Lírico y Follies. El 15 de septiembre de 1946 inauguró el  Teatro Tívoli, con la representación de la revista Chofer al Tívoli. La Asociación de Periodistas Mexicanos la proclama “Primera Vedette de México”, este galardón se repetiría entre los años 1946 y 1950; mientras que en 1951 y 1952 es declarada “Mejor Vedette de América”. Al mismo tiempo, continúa trabajando en la radio mexicana e interviene en cinco películas: Se acabaron las mujeres (1946), La carne manda (1947), Cara sucia (1948), Mujeres de teatro (1951) y Del can can al mambo (1951).
En 1947, viajó hacia los Estados Unidos, debutando en el Teatro Madison de Los Ángeles, recorrió además San Francisco, San Diego, San Antonio y Texas.
El 20 de diciembre de 1947 se casó con el actor mexicano Manuel Medel, fruto de esta unión llegaría su única hija, Rosa María, nacida el 10 de marzo de 1949.
En 1950, partió a Venezuela al frente de una compañía de operetas para debutar en el Teatro Nacional de Caracas junto al afamado tenor Luis Sagi Vela. Este mismo año, viajó nuevamente a los Estados Unidos, donde debutó en el Teatro Latino de Nueva York.
A su regreso a México, fundó con su marido, la Compañía de Teatro lírico Medel-Fornés, con la que recorrieron todo el país. 
Representaron: El soldado de chocolate, El encanto de un vals, La gatita blanca, La verbena de la Paloma, La revoltosa, La marcha de Cádiz, Luisa Fernanda, Los gavilanes, La viuda alegre y Doña Francisquita, entre otras. Fue tanto el éxito de la compañía, que fue menester contratar a una figura que pudiera alternar con ella; entraron entonces la soprano española Pepita Embill y su esposo, el barítono Plácido Domingo Ferrer, padres del tenor Plácido Domingo.
Por desavenencias matrimoniales, regresó en febrero de 1952 definitivamente a Cuba junto a su hija. Enseguida la llamaron para participar en la naciente televisión cubana. Su debut televisivo lo hizo en el espacio Gran Teatro Esso en CMQ-TV con la opereta La casta Susana, bajo la dirección musical del maestro Gonzalo Roig y nuevamente reunida con Antonio Palacios, Miguel de Grandy, Maruja González y los Martínez Casado. Allí conoce a Armando Bianchi, con quien a partir de este momento uniría carrera y poco más tarde, toda su vida, hasta el 28 de julio de 1981, en que Bianchi falleció ahogado en el mar. En la Televisión Cubana, Rosita logró consolidar su carrera a través de este medio que la mantuvo hasta su fallecimiento. Ante las cámaras interpretó: dramas, revistas musicales, operetas, zarzuelas, comedias y un amplio repertorio de canciones. Largas temporadas en las que estelarizó espacios fijos, otras veces en apariciones esporádicas, pero siempre contando con el beneplácito de la teleaudiencia, que les hizo merecedores junto a Armando Bianchi (su segundo y último esposo) del título de Miss y Mister Televisión 1953.
En esta etapa creó su propia compañía de operetas, debutando en el Teatro Martí con Pardon Madame, Victoria y su húsar de Paul Abraham, junto a Miguel Bodegas, Miguel de Grandy (padre e hijo), Zoraida Beato, Armando Bianchi y Conchita Brando, con dirección musical de los maestros Gonzalo Roig y Rodrigo Prats. Se reponen Las Leandras, junto a Rolando Ochoa; Los gavilanes, La verbena de la Paloma, La Revoltosa, Luisa Fernanda, La duquesa del Bal-Tabarin; zarzuelas y operetas que Antonio Palacios y Miguel de Grandy dirigieron nuevamente para ella.
Estrenó además en el cabaret Tropicana, un show inspirado en operetas con el título de Las Viudas Alegres. 
Intervino también en cuatro coproducciones con los estudios fílmicos mexicanos: Piel canela (1953), donde coincidió con la futura estrella Sarita Montiel; Tin Tan en La Habana o El mariachi desconocido (1953); Hotel Tropical o Me gustan todas (1954) y No me olvides nunca (1956). Realizó temporadas de vodevil junto a Mario Martínez Casado, viaja a Honduras para inaugurar Radio Tegucigalpa invitada por Aramis Del Real. Actuó nuevamente en Venezuela, Estados Unidos y México. Grabó sus primeros long play. Uno en solitario y otro junto a Armando Bianchi.
Pero su fuerte fue la TV, espacios fijos como, Video-Revista La Corona, La canción cuenta su historia y Mi esposo favorito” (Joaquín M. Condall) —inspirado en la comedia estadounidense I love Lucy— que se mantuvo varios años en el aire, siempre de pareja con Bianchi. Además de apariciones esporádicas en los estelares: Un romance cada jueves (teatro), La comedia del domingo, Jueves de Partagás, Cabaret Regalías y Festival RCA Víctor (musicales).
Por esta época —recibió consecutivamente por varios años— el Premio a la mejor vedette del año, otorgado por la ACRI (Asociación de la Crítica Radial e Impresa), el Gran Premio Avellaneda en la categoría Artista Versátil; y también el Trofeo PANART.
En septiembre de 1957 partió junto a Bianchi hacia España, allí debutarían en el Teatro Cómico de Barcelona con la revista Linda Misterio, con música de Augusto Algueró. Posteriormente en el Teatro Madrid de la capital, causó sensación en la comedia musical Los siete pecados capitales, de Algueró y Montorio, donde encarnó siete personajes distintos. En el Teatro Calderón harían Pan, amor y la Gran Vida (Joaquín Romero Marchent); después en el Teatro Alcázar de la calle de Alcalá estrenaría Tócame Roque (Muñoz Román e inspirada en la popular casa madrileña) y por último regresa al Teatro Calderón con la revista Siete novias para mi solo. En febrero de 1959 decide regresar a Cuba, dejando atrás un contrato por cinco años con Muñoz Román y un gran éxito logrado después de casi dos años de trabajo.
De regreso a casa comienza una ardua etapa de presentaciones en televisión, teatros y cabarets. En televisión estelarizaría programas semanales durante décadas; “Lunes de la Shell”, “Desfile de éxitos”, “Desfile de la alegría”, “Su noche favorita”, “De repente en TV”, “En órbita con la alegría” y “Cita con Rosita”. Pero además se presentaría esporádicamente en espacios como: “San Nicolás del Peladero”, “Recital”, “Juntos a las 9”, “La Revista del Domingo”, “Saludos Amigos”, “En compañía de …”, “Mañana es Domingo”, “Café”, “Bienvenida la música”, “Contacto”, “La noche se mueve”, “Para no salir de casa”, entre muchos otros.
En la primera mitad de la década de 1960 presentaría en el espacio “Viernes de Gala”, muchas de las zarzuelas y operetas que hiciera para el teatro en años anteriores.
Actuaría innumerables ocasiones en “La comedia del domingo” y en “Teatro ICR” -donde logra demostrar su cualidad de primera actriz- en obras como: El dulce pájaro de la juventud, Lucy Crown, La loba, Morena Clara, Delito en la isla de las cabras, El hombre de la piel de víbora dirigida por Marcos Miranda, Cartas boca abajo de Buero Vallejo dirigida por Marcos Miranda, Los delfines, Filomena Marturano, Deseo bajo los olmos, El abanico de Windermere de Oscar Wilde dirigido y adaptado por Marcos Miranda, El álbum, Mesas separadas; y en los últimos años: Nenúfares en el techo del mundo (N. Dorr) y Sofía y el ángel (D. Alonso). Ha intervenido además en dos teleseries (telenovelas): Las honradas (M. de Carrión) (1993) y Violetas de agua (2001).
Su labor como actriz teatral no fue tan nutrida -pero sí importante- obras como: Hoy engañé a mi marido (Sala Arcoíris, 1960); La Permuta (T. Mella, 1980); Canción de Rachel(Barnet-Vitier) (T. Mella, 1982); Confesiones en el Barrio chino (N. Dorr) (S. Covarrubias. Teatro Nacional, 1984 / 1987); las comedias musicales: Hello Dolly!” (J. Hermann) (Teatro Karl Marx, 1985) y Vivir en Santa Fe (Dorr-Formell) (Teatro Nacional, 1986); Para matar a Carmen (J. Milian) (México, 1993) y Nenúnfares en el techo del mundo (N. Dorr) (Sala Covarrubias, Teatro Nacional, 1997).
En 1960 viajó a México a presentarse en televisión en el “Show de Arau” y a Puerto Rico para filmar una coproducción con España, “Palmer ha muerto”. Entre los años 1961 y 1962 haría temporada lírica en los teatros Payret y Lorca (antes Nacional) con La verbena de la Paloma, La Revoltosa y La viuda alegre, de nuevo dirigida por Palacios y de Grandy.
En septiembre de 1962 fue una de las fundadoras del grupo Teatro Lírico Nacional, con el que debutaron en el Teatro García Lorca con Luisa Fernanda el 17 de mayo de 1963. Con el Teatro Lírico Nacional repondrían La viuda alegre (1963) y (1967); La princesa de las Czardas (1964); María La O (1964), (1978) y (1999); La verbena de la Paloma y La Revoltosa (1965); El conde de Luxemburgo (1966) y finalmente Cecilia Valdés(1998).
En cabarets haría temporadas en el Capri con “Consuma productos cubanos” (1959) (Albero Alonso) y “Lunes de la Fornés” (1964); en el Continental del Hotel Internacional con “La Fornés en Varadero” (1965) y “Tropicana”, (1984, México).
Durante estos años se editan otros dos LP y realiza innumerables grabaciones de diversos géneros para sus programas televisivos, los cuales se conservan en los archivos del ICRT.
En 1966 encabezó la producción musical “Variedades de La Habana”, que se presentó en la URSS, Hungría, Bulgaria y Rumania. Participa en el Festival Internacional de la Canción de Varadero en 1967, 1970 y 1981.
Realizó el primero de sus recitales en el Teatro Amadeo Roldán en junio de 1968. Recitales que se reeditaron en cuatro ocasiones, siendo el último en 1977; meses antes de incendiarse el teatro. En agosto de 1968, asiste como invitada al Festival de Sopot (Polonia). En 1972, representó a Cuba la gira musical “Melodías de los Países Amigos”, que recorrió durante tres meses los países de Europa oriental. Ese mismo año, participó como promotora del disco cubano en el Festival Orfeo de Oro (Bulgaria).
En la primavera de 1976 —después de 16 años de ausencia— regresó a México y reverdece sus lauros en tierra azteca. Allí se presenta en TV (Canal 13) donde realiza un especial musical; protagonizó “Las cartas boca abajo” (Buero Vallejo); interviene en el espacio “Sábados con Saldaña” y hace temporada en el Teatro Blanquita del distrito federal.
En 1978 se presentó en Mongolia, representando el disco cubano. Y luego en la URSS, donde realiza varios programas de TV. Regresaría a México en 1984 estelarizando un show de “Tropicana” que se presentó en el salón Los Candiles del Hotel del Prado, hizo una gira por algunos estados de la república y finalmente se presentó en el Auditorio Nacional del distrito federal. 
Volvió en 1987, para rodar una breve participación en “Hoy como ayer” o “El bárbaro del ritmo” y actuar en TV; en 1990, presentando el unipersonal “Reencuentro con México” (“Ser Artista”) (A. Menéndez) (Teatro de la Ciudad); en 1993, con la obra de Milían, Para matar a Carmen y en el 2000 viaja a Veracruz, para presentarse en la primera edición del Festival dedicado a la figura de Agustín Lara.
A partir de la década de 1970 se sucedieron sus espectáculos teatrales: “La Fornés Tridimensional” (Teatro K. Marx, 1977/78); “La Fornés en el Musical” (Teatro Musical de La Habana, 1979); “Rosita en concierto” (T. K. Marx, 1981); “Retrato en vivo” (Teatro Mella, 1982); “Gala Guzmán” (Teatro K. Marx, 1982/2003); “De que gusta; gusta …” (Teatro Mella, 1984); “Ser Artista” (Teatro Nacional 1987/1990); Gala 50 Años Vida Artística (GTH, 1988); “Toda una vedette” (Teatro Mella, 1988/1989); “La Fornés a escena” (Teatro Terry / Nacional, 1989) (Su despedida oficial del género lírico); “Vedettísima” (Gira x Cuba, 1989-1990 / Teatro Karl Marx, 1991 / Teatro América, 1992); “Como siempre … La Fornés” (Teatro Mella / Teatro América, 1995); “La Fornés en vivo” (Anfiteatro de La Habana, 1997); “La Fornés en blanco y negro” (Anfiteatro de La Habana, 2001); “Una Rosa para todos”. (Gira Nacional x Cuba / GTH, 2003)(Por primera vez -a sus 80 años- fue “barriendo” ciudad por ciudad (18), toda la geografía cubana); “Rosita Fornés, entre amigos” (Sala Hubert de Blanck, 2005); “Una Rosa con glamour” (GTH, 2006); “Tres tiempos de mujer” (GTH, 2006) y “Rosa del tiempo” (Gira 2007).

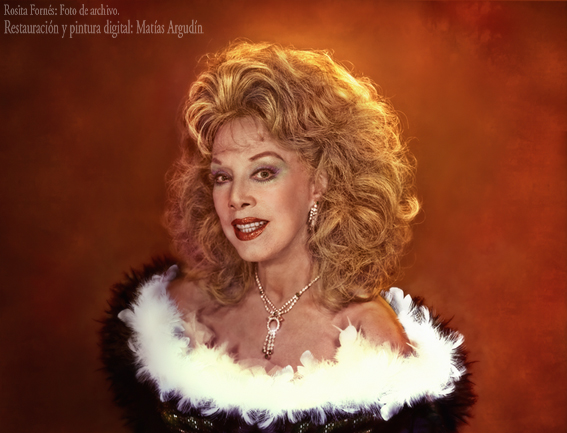

Durante más de dos décadas, el cine cubano obvió su presencia. No la llamaron hasta 1983; pero con “Se Permuta” pudo demostrarle a los olvidadizos y escépticos quien era; la película logró un rotundo éxito.
Después vendrían “Plácido” (1986), “Papeles Secundarios” (1989), “Quiéreme y verás” (1994), “Las noches de Constantinopla” (2001), “Al atardecer” (2001) y “Mejilla con mejilla” (2011).
En 1996 fue invitada por el Teatro Repertorio Español a la ciudad que la vio nacer, Nueva York. Allí haría varias presentaciones. En 1999 lo haría en Miami, “Concierto del recuerdo” (Club Starfish, Miami Beach). 
Y en el 2003, volvería a la ciudad floridana con “Una Rosa para las Divas” (ASHE Auditorium-Hotel Hyatt).
Sus últimas participaciones líricas serían con las zarzuelas cubanas Cecilia Valdés (1998) en el rol de Doña Rosa Sandoval de Gamboa y Maria La O (1999) como la Marquesa del Palmar, esta última obra fue llevada a España, presentándose en el Teatro Campoamor de Oviedo, Asturias; posteriormente actúan en La Coruña, León y Segovia.
En 1996 se le realizó su primer documental biográfico “Rosita Fornés, mis tres vidas”, producción de José A. Jiménez, dirigido por Luis O. Deulofeu. Y en 2001 la Editorial Letras Cubanas saca su biografía Rosita Fornés, escrita por Evelio R. Mora. En los últimos años se han editado dos CD: “Canciones de Ayer y de Siempre” (EGREM, 2004) (2 Volúmenes recopilatorios) y “Rosa del Tiempo” (Ábdala, 2005) (nuevas grabaciones).

## Fallecimiento
Falleció el 10 de junio de 2020 a los noventa y siete años en Miami a causa de un enfisema pulmonar. Según explicó su representante y yerno, José Antonio Jiménez, la vedette no respondía al tratamiento que le estaban administrando en el hospital desde el día anterior a su fallecimiento. Fue enterrada en el panteón de la familia en el cementerio Colón de La Habana.

## Honores y reconocimientos

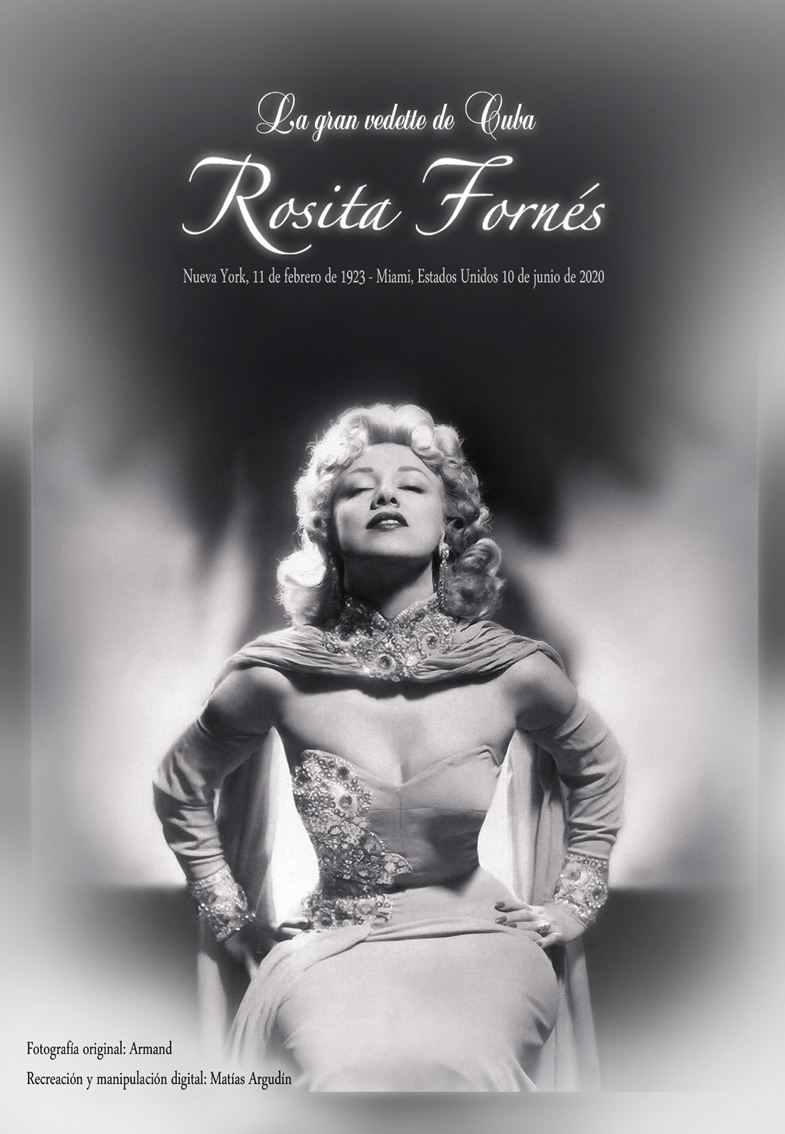
Rosita Fornés- Diseño Matías Argudín

Durante la década de 1980 la revista Opina crea el "Premio Girasol" -premio de popularidad-, le entregan el Girasol de Cobre (1982) y el Girasol de Cristal (1984).
Se alza con el Premio de actuación femenina en el Festival de Teatro de La Habana de 1984, por su interpretación de Violeta en “Confesiones en el Barrio chino”.
Recibe La Charola de plata en México, 1984- otorgada por la Delegación Benito Juárez y el distrito federal como "artista del pueblo". Obtiene un Premio Especial de Interpretación en el Concurso Guzmán, en 1984, por la canción “El Comediante” (José A. Quesada).
Durante la Gala por su 50 Aniversario en el Arte (1988), le entregan un Diploma de artista emérita de la UNEAC. También en 1988, es merecedora del premio “La Giraldilla”, símbolo de la ciudad de La Habana. 
En 1995 recibió la Orden Félix Varela. También ha sido galardonada con el Premio del Gran Teatro de La Habana (1988) y los Premios Nacionales de Teatro (2001), Televisión (2003) y Música (2005).
El 12 de septiembre de 2008 arriba a su 70 aniversario escénico; por tal motivo el 18 de octubre se le rinde un homenaje en el Anfiteatro del casco histórico de La Habana, este espectáculo fue grabado por la Televisión Cubana y emitido posteriormente el 8 de febrero de 2009 en el espacio ¡Bravo!.
En febrero de 2011, don Juan Carlos I, rey de España le concede la Orden del Mérito Civil, la cual le fue impuesta por Ramón Cacho, embajador del país ibérico en Cuba.

## Filmografía
- 1939 Una aventura peligrosa Dirección: Ramón Peón. País: Cuba
- 1941 Romance musical Dirección: Ernesto Caparrós. País: Cuba
- 1945 El deseo Dirección: Chano Urueta. País: México
- 1946 Se acabaron las mujeres Dirección: Ramón Peón. País: México
- 1947 La carne manda Dirección: Chano Urueta. País: México
- 1948 Cara sucia Dirección: Carlos Orellana. País: México
- 1951 Mujeres de teatro Dirección: René Cardona. País: México
- 1951 Del can-can al mambo Dirección: Chano Urueta. País: México
- 1953 Piel Canela Dirección: Juan J. Ortega. País: México-Cuba
- 1953 El mariachi desconocido / Tin Tan en La Habana Dirección: Gilberto Martínez. País: México-Cuba
- 1954 Me Gustan Todas / Hotel Tropical' Dirección: Juan J. Ortega. País: México-Cuba
- 1956 No me olvides nunca Dirección: Juan J. Ortega. País: México-Cuba
- 1960 Palmer ha muerto Dirección: Juan Fortuny Pais: Puerto Rico-España
- 1984 Se permuta Dirección: Juan Carlos Tabío. País: Cuba
- 1986 Plácido Dirección: Sergio Giral. País: Cuba
- 1987 Hoy como ayer / El bárbaro del ritmo Dirección: Constante "Rapi" Diego / Sergio Véjar. País: Cuba-México
- 1989 Papeles Secundarios Dirección: Orlando Rojas. País: Cuba-España
- 1994 Quiéreme y verás Dirección: Daniel Díaz Torres. País: Cuba
- 2001 Las noches de Constantinopla Dirección: Orlando Rojas. País: Cuba-España
- 2001 Al atardecer Dirección: Tomás Piard. País: Cuba
- 2010 Tin Tan, un documental de Francesco Taboada Tabone. País: México
- 2011 Mejilla con mejilla Dirección: Delso Aquino. País: Cuba